# Pierre Van Roye
Pierre Van Roye (Brussel, 4 maart 1925 - 22 maart 2013) was een Belgisch senator.

## Levensloop
Van Roye werd handelsbediende.
Als lid van Amis de la Terre verzeilde hij in de partij Ecolo en was tevens de oprichter van de wijkcomitévereniging Inter-Environnement de Bruxelles.
Van 1981 tot 1985 zetelde hij voor Ecolo in de Belgische Senaat als rechtstreeks gekozen senator voor het arrondissement Brussel.

## Bron
- Laureys, V., Van den Wijngaert, M., De geschiedenis van de Belgische Senaat 1831-1995, Lannoo, 1999.